# Renzo Orihuela
Renzo Miguel Orihuela Barcos, noto semplicemente come Renzo Orihuela (Salto, 4 aprile 2001), è un calciatore uruguaiano, difensore del Sarmiento (J) in prestito dal Montevideo City Torque.

## Caratteristiche tecniche
È un difensore centrale.

## Carriera
Cresciuto nel settore giovanile del Montevideo City Torque, nel 2020 viene ceduto in prestito al Nacional, con cui debutta fra i professionisti il 23 settembre in occasione dell'incontro di Coppa Libertadores vinto 3-1 contro l'Est. Mérida.
Il 12 gennaio 2023 viene acquistato a titolo temporaneo dal Palermo. Fa la sua unica presenza in maglia rosanero il 29 gennaio seguente in occasione della vittoria esterna per 2-1 in casa dell'Ascoli.

## Statistiche

### Presenze e reti nei club
Statistiche aggiornate al 17 luglio 2023.
| Stagione          | Squadra                | Campionato        | Campionato | Campionato | Coppe nazionali | Coppe nazionali | Coppe nazionali | Coppe continentali | Coppe continentali | Coppe continentali | Altre coppe | Altre coppe | Altre coppe | Totale | Totale | Totale |
| Stagione          | Squadra                | Comp              | Pres       | Reti       | Comp            | Pres            | Reti            | Comp               | Pres               | Reti               | Comp        | Pres        | Reti        | Pres   | Reti   |        |
| ----------------- | ---------------------- | ----------------- | ---------- | ---------- | --------------- | --------------- | --------------- | ------------------ | ------------------ | ------------------ | ----------- | ----------- | ----------- | ------ | ------ | ------ |
| 2020              | Nacional               | PD                | 18+1       | 1          |                 | -               | -               | CL                 | 6                  | 1                  |             | -           | -           | 25     | 2      |        |
| 2021              | Nacional               | PD                | 5          | 0          |                 | -               | -               | CL                 | 2                  | 0                  |             | -           | -           | 7      | 0      |        |
| Totale Nacional   | Totale Nacional        | Totale Nacional   | 23+1       | 1          |                 | -               | -               |                    | 8                  | 1                  |             | -           | -           | 32     | 2      |        |
| 2021              | Montevideo City Torque | PD                | 7          | 0          |                 | -               | -               | CL                 | 0                  | 0                  |             | -           | -           | 7      | 0      |        |
| 2022              | Montevideo City Torque | PD                | 32         | 3          | CU              | 1               | 0               | CL                 | 2                  | 0                  |             | -           | -           | 35     | 3      |        |
| Totale Montevideo | Totale Montevideo      | Totale Montevideo | 39         | 3          |                 | 1               | 0               |                    | 2                  | 0                  |             | -           | -           | 42     | 3      |        |
| gen.-giu. 2023    | Palermo                | B                 | 1          | 0          | CI              | 0               | 0               | -                  | -                  | -                  | -           | -           | -           | 1      | 0      |        |
| Totale carriera   | Totale carriera        | Totale carriera   | 64         | 4          |                 | 1               | 0               |                    | 10                 | 1                  |             | -           | -           | 75     | 5      |        |

## Palmarès

### Competizioni nazionali
- Campionato uruguaiano: 1

Nacional: 2020
- Supercopa Uruguaya: 1

Nacional:2021